# Câu chuyện cảnh sát 2
Câu chuyện cảnh sát 2 (chữ Hán phồn thể: 警察故事續集, tiếng Anh: Police Story 2, âm Hán Việt: Cảnh sát cố sự tục tập) là một bộ phim hành động - hài của điện ảnh Hồng Kông được đạo diễn và thủ vai chính bởi Thành Long, công chiếu vào năm 1988. Đây là phần tiếp theo của bộ phim Câu chuyện cảnh sát, một hiện tượng của điện ảnh Hồng Kông năm 1985. Bộ phim tiếp tục xoay quanh cuộc sống đầy sóng gió của anh chàng cảnh sát tài năng "Kevin" Trần Gia Câu.

## Nội dung
Sau sự kiện trong phần trước, thanh tra Trần Gia Câu bị giáng chức xuống phục vụ tại lực lượng cảnh sát giao thông. Nhiệm vụ mới của Gia Câu rất vừa ý với Mỹ - bạn gái anh. Cô rất vui khi bạn trai của mình không còn phải đảm nhận các vụ án nguy hiểm và có nhiều thời gian hơn để chăm sóc cô.
Tuy nhiên, Gia Câu sớm gặp lại trùm ma túy Chu Thao và cánh tay phải của hắn là Cao Ước Hàn. Chu Thao được các bác sĩ kết luận là chỉ còn sống được ba tháng nữa do trọng bệnh. Vì vậy hắn được tại ngoại để chữa bệnh. Chu Thao thề rằng ngày nào hắn còn sống thì cuộc sống của Gia Câu sẽ không yên bình. Cao Ước Hàn cùng một vài đàn em xuất hiện tại chung cư của Gia Câu và đe dọa anh. Cảm thấy không an toàn, Gia Câu bảo Mỹ về nhà dì của cô lánh tạm. Nhưng hôm sau, Cao Ước Hàn và đồng bọn tìm ra chỗ ở của Mỹ, hành hung cả hai dì cháu. Gia Câu sau khi nghe được tin, anh lập tức đi tìm Cao Ước Hàn và đồng bọn. Bọn họ đã có một trận ẩu đả khiến Gia Câu một lần nữa bị kỷ luật vì có hành vi quấy rối trật tự công cộng và phá hoại tài sản công dân.
Xấu hổ, Gia Câu quyết định rời khỏi lực lượng cảnh sát Hoàng gia Hồng Kông. Anh cùng với Mỹ chuẩn bị sang Bali du lịch sau sự cố. Khi anh đang ở bàn đăng ký du lịch trong khu mua sắm thì được các đồng nghiệp thông báo nơi này đã bị đặt bom. Với trách nhiệm của một cựu cảnh sát, Gia Câu lập tức giải tán mọi người khỏi nơi nguy hiểm. Khi sếp Lý đến hiện trường thì chẳng thấy gì nên cho rằng Gia Câu đã vượt quá giới hạn của một công dân. Nhưng vài phút sau, toàn bộ khu mua sắm bị nổ tung trong sự bàng hoàng của mọi người.
Sau sự kiện trên, Gia Câu được phục hồi hoàn toàn chức vụ và lãnh trách nhiệm giải quyết vụ đánh bom. Trong quá trình điều tra, Gia Câu đã lén cài thiết bị nghe trộm trong công ty sở hữu khu mua sắm và anh biết được thông tin bọn đánh bom đang tống tiền ban giám đốc. Từ đó Gia Câu tìm được một tên trong bọn đánh bom. Tên này bị câm, điếc nhưng võ nghệ cao cường và là một chuyên gia thuốc nổ.
Bọn đánh bom biết cảnh sát đang điều tra chúng, mà người dẫn đầu là Gia Câu, nên đã tổ chức đánh bom cơ quan cảnh sát. Bọn chúng đòi tăng tiền chuộc và bắt Mỹ nhằm dụ Gia Câu vào bẫy. Bọn chúng bắt anh phải mang tiền chuộc về cho chúng với người đầy thuốc nổ hòng đối phó với sự ngăn cản từ phía cảnh sát. Sau khi lấy tiền, Gia Câu lái xe đến một đường hầm. Vì không nhận được tín hiệu khi ở trong đường hầm, kíp nổ không hoạt động. Gia Câu tháo chúng ra và đi tìm bọn tội phạm. Cuối cùng sau một trận hỗn chiến với nhóm ba tên đánh bom tống tiền, Gia Câu đã đánh bại bọn chúng và giải cứu bạn gái thành công.

## Diễn viên
| Diễn viên                       | Vai diễn                  |
| ------------------------------- | ------------------------- |
| Thành Long (Jackie Chan)        | "Kevin"Trần Gia Câu       |
| Trương Mạn Ngọc (Maggie Cheung) | Mỹ                        |
| Sở Nguyên (Chor Yuen)           | Chu Thao                  |
| Tào Tra Lý (Charlie Cho)        | Cao Ước Hàn               |
| Lâm Quốc Hùng (Lam Kwok-Hung)   | Sếp Lý                    |
| Đổng Phiêu (Bill Tung)          | Chú Bill                  |
| Hỏa Tinh (Mars)                 | Kim"đại khẩu"             |
| Hà Gia Kính (Kenny Ho)          | Cảnh sát tuần tra         |
| Lê Cường Quyền (Benny Lai)      | Tên tội phạm bị câm, điếc |
| Lâm Quốc Bân (Ben Lam)          | Hùng                      |
| Châu Nhuận Kiên (Danny Chow)    | Ken                       |
| Trương Ngọ Lang (John Cheung)   | Gấu Bắc Cực               |
| Thái Bảo (Tai Bo)               | Xà Tử Xuân                |
| Lư Huệ Quang (Ken Lo)           | Lính cứu hỏa              |
| Ngọ Mã (Wu Ma)                  | Nhân viên bảo vệ          |
| Diệp Vinh Tổ (Teddy Yip)        | Giám đốc khu mua sắm      |
| Tiêu Giảo (Lisa Chiao)          | Dì của Mỹ                 |
| Giang Hân Yến (Elvina Kong)     | Tiếp viên hàng không      |
| Lâu Nam Quang (Billy Lau)       | Tài xế xe tải             |

## Doanh thu
Tổng doanh thu của phim là khoảng HK$ 34,151,609 tại Hồng Kông.

## Hậu trường
Trương Mạn Ngọc đã phải chịu một vết thương nặng ở đầu trong lúc quay khi cô cố chạy thoát khỏi một khung sắt đang ngã. Cô đã không thể hoàn thành được vai diễn của mình trong phim sau khi xảy ra tai nạn. Do đó các cảnh còn lại có mặt của Trương Mạn Ngọc đều được quay từ khoảng cách xa.
Thành Long chính là người trình bày ca khúc chủ đề cuối phim.

## Phát hành DVD
Bản phim dài nhất là bản phim tại Nhật Bản với thời lượng 122 phút. Bản tại Hồng Kông là 101 phút còn bản tại Mỹ là 92 phút. Một bộ boxset 3 DVD IVL đã được phát hành cho thị trường Nhật Bản. Năm 2007, Dragon Dynasty (thuộc The Weinstein Company) phát hành DVD chứa bản phim dài 122 phút. Tập đoàn Kam & Ronsom, trụ sở tại Hồng Kông thông báo họ đã phát hành đĩa Blu-ray ba phần đầu của series Câu chuyện cảnh sát vào tháng 6 năm 2009.

## Giải thưởng và đề cử
1989 Giải thưởng Điện ảnh Hồng Kông
- Chiến thắng: Chỉ đạo võ thuật xuất sắc nhất.